# Jacquemart de Hesdin

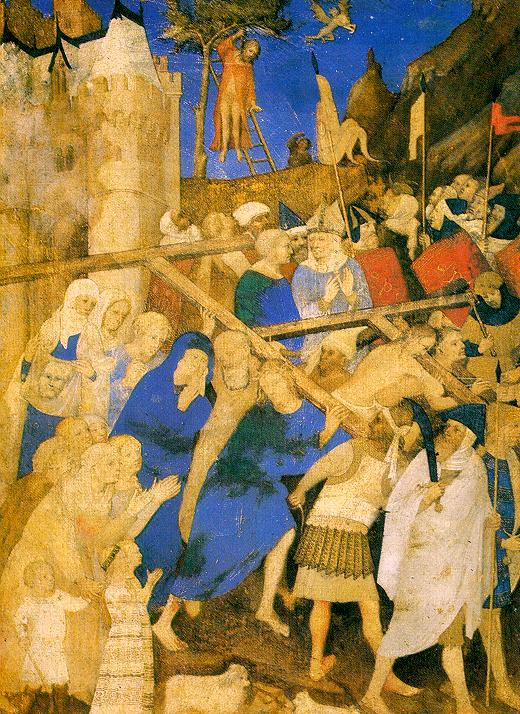
Korsets bärande, av Jacquemart före 1409 (Louvren).

Jacquemart de Hesdin (även Jacquemart de Odin), född ca 1355, död 1414, var en fransk miniatyrmålare som arbetade i den internationella gotiska stilen.

## Biografi
Jacquemart var en målare som kom från Artois. Hesdin, staden som han tog sitt namn från var ett befäst citadell i Pas-de Calais, då en del av Flandern, och ett fäste för hertigarna av Burgund. Han var en av många holländska konstnärer som arbetade för medlemmar av den franska kungafamiljen från omkring mitten av 1300-talet. 
Från 1384 var han verksam hos hertigen av Berry och utförde åt honom tideböcker med realistiska vardagskildringar. Tillsammans med Berrys chefsarkitekt, Guy de Dammartin, bröderna Limburg, miniatyristen André Beauneveu och hans elev Jean de Cambrai, ansågs Jacquemart vara en vän och skyddsling till hertigen.
Jacquemarts hela karriär utvecklades i Bourges (huvudstad i provinsen Berry) på hertigen av Berrys gods. Han var aktiv i dennes tjänst fram till 1414 och bidrog i hög grad till hans berömda, upplysta böcker, särskilt Très Belles Heures du Duc de Berry, Grandes Heures, Petites Heures, och en Psaltare, ofta arbetar med bröderna Limbourg och målaren som kallas Boucicaut Mästaren.

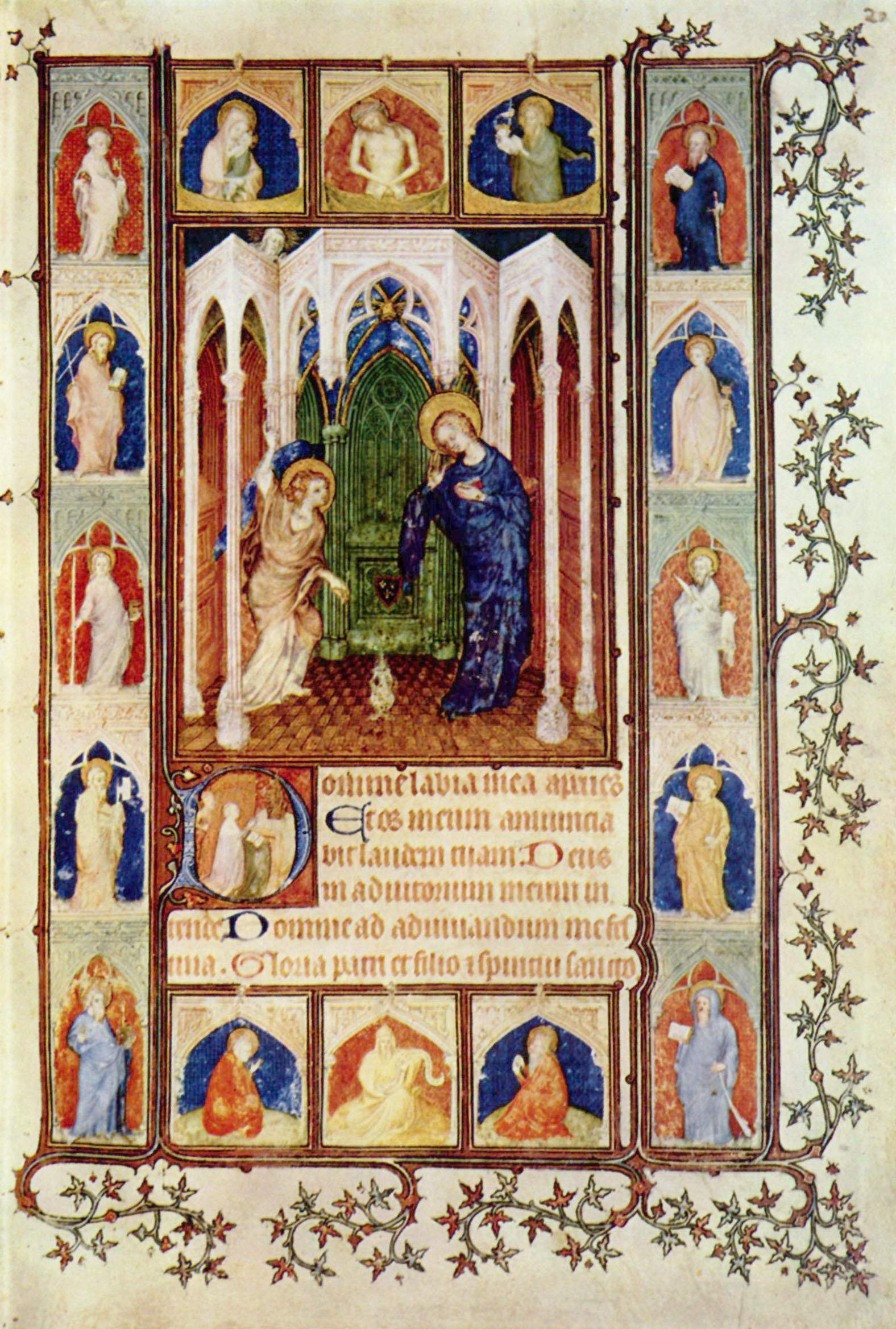
Bebådelsen, miniatyr av Jacquesmart från Les Petites Heurse tillhörande hertigen av Berry.

## Konst
Enligt Columbia Encyclopedia (sjätte upplagan) var Jacquemart influerad av Sienansk målning och hans verk ”…använder arkitektoniska interiörer till att placera människor i trovärdiga utrymmen”. Genom studier av verk av Pucelle och de italienska målarna, utvecklade Jacquesmart sin modellering och rendering av utrymmen och modifierade den realism som var karaktäristiska för de holländska målarna under denna tid.
Han är också känd för sina marginalanteckningar, djurfigurer och bladslingor som inramar hans manuskriptsidor.